# Greg Cunningham
Pour les articles homonymes, voir Cunningham.
Gregory Richard « Greg » Cunningham, né le 31 janvier 1991 à Galway en Irlande, est un footballeur international irlandais qui évolue au poste d'arrière gauche.

## Carrière en club
Cunningham commence sa carrière avec le Cregmore FC à l'âge de 6 ans. En 2004, il rejoint Mervue United avant d'accepter un contrat Manchester City. Il fait ses débuts en équipe première en tant que défenseur latéral gauche lors d'un match de FA Cup face à Scunthorpe United en rentrant à la 46e minute ; match qui est remporté par les Citizens 4 buts à 2. Il fait ses débuts en Premier League le 11 avril 2010 face à Birmingham City en remplaçant Adam Johnson dans les dernières minutes de la partie. 
Du 25 octobre 2011 au 31 décembre 2011, il est prêté au club de Nottingham Forest qui évolue en deuxième division.
Le 27 juillet 2015 il rejoint Preston.
Le 13 juin 2018 il rejoint Cardiff City.
Le 8 août 2019, il est prêté à Blackburn Rovers.
Le 28 janvier 2021, fait son retour à Preston North End sous forme de prêt jusqu'à la fin de la saison. Le 26 avril 2021 il s'engage définitivement avec Preston, signant un contrat de trois ans.

### Carrière internationale
Greg Cunningham est appelé pour la première fois en équipe d'Irlande par le manager Giovanni Trapattoni le 22 février 2010 pour un match amical face au Brésil mais il n'entre pas en jeu. Le 28 mai 2010, il est pour la première fois titulaire lors du match face à l'Algérie.

## Palmarès
- Bristol City
  - Football League Trophy : 2015
  - Vainqueur de la League One (D3) en 2015